# Михаило III Шишман
Михаило Асен III (буг. Михаил Асен III), често називан Михаило Шишман (буг. Михаил Шишман) је био бугарски цар од 1323. до 1330. Тачна година његовог рођења је непозната, али претпоставља се да је рођен између 1280. и 1292. Био је оснивач династије Шишмановића, последње владајуће династије Другог бугарског царства. Након крунисања Михаило је користио име Асен да нагласи своје везе са династијом Асена, првом владајућом династијом Другог бугарског царства.
Као енергичан и амбициозан владар, цар Михаило III Шишман је водио агресивну, али и опортунистичку спољну политику против Византије и Србије, што се окончало катастрофалним поразом у бици код Велбужда, која га је коштала живота. Цар Михаило III Шишман је био последњи средњовековни бугарски владар који је тежио војној и политичкој превласти на Балкану и последњи који је покушао да освоји Цариград. Наследио га је његов син цар Јован Стефан Шишман, а касније сестрић цар Јован Александар Страцимировић, који је преокренуо Михаилову политику основавши савез са Србијом удајом своје сестре Јелене за српског цара Душана.

## Успон на власт
О раном животу Михаила III мало је познато. Рођен је између 1280. и 1292 године. Син је деспота Шишмана Видинског и анонимне ћерке севастократора Петра и Ане-Теодоре Асен, ћерке цара Јована Асена II. Михаило је далеки рођак својих претходника, бугарских владара цара Теодора Светослава Тертера и цара Ђорђа II Тертера. Након што је његов отац склопио мир са српским владарем Стефаном Урошем II Милутином Немањићем (1292. године), Михаило је верен за Милутинову ћерку Ану Неду. Њих двоје су се венчали 1298. или 1299. године
Још од средине 13. века, област Видин има аутономију и њоме управљају деспот Јаков Светослав (до 1276. године), деспот Шишман I (умро између 1308. и 1313. године), а затим и деспот Михаило Шишман. Деспот Михаило и његов отац добили су титулу деспота од бугарског владара цара Теодора Светослава Тертера. Након смрти српског краља Стефана Уроша II Милутина, деспот Михаило је био у стању да игра активнију политичку улогу у Трнову, престоници Бугарске. Убрзо је постао један од водећих племића. Године 1323, након смрти младог цара Ђорђа II Тертера, деспот Михаило Шишман изабран је за бугарског цара од стране племства. Према мишљењу појединих историчара, племство се одлучило за деспота Михаила Шишмана јер је припадао династији Асен Михаилов брат Белаур наследио га је као деспот Видина

## Рат са Византијом
Период опадања бугарске моћи изазван Тертеровом смрћу искористио је византијски цар Андроник III Палеолог. Византинци упадају у Тракију и освајају велики број градова укључујући и Јамбол, Лардеју, Ктенију, Русокастро, Поморије, Созопол и Царево. Истовремено, Византинци подржавају Војсила, брата бившег бугарског цара Смилеца, који је контролисао територију иземђу Балканских планина и Средње Горе, од Сливена до Копсиса. Цар Михаило III Шишман је покренуо војску ка југу док је цар Андроник III опсео Филипопољ. Одбрану града водио је Иван Руски. Опсада је завршена неуспехом иако су Византинци користили петоспратне опсадне куле Док су Византинци били ангажовани око Филипопоља, цар Михаило III Шишман је повратио изгубљене градове у североисточној Тракији. Византинци се повлаче
Иако је цар Михаило III Шишман приморао Андроника III на повлачење, Византинци ипак успевају да освоје Филипопољ приликом бугарске промене гарнизона. Цар Михаило III Шишман је успео да протера Војсила и обнови своју власт над северном и североисточном Тракијом (1324. године). Исте године цар Михаило III Шишман напада византијске територије и напредује ка Трајанополису и Вири. Цар Андроник III је понудио двобој јер му је војска била бројчано слабија од Бугарске. Бугарски цар Михаило III је одбио уз следеће речи које наводи Јован Кантакузин : 
"Глуп би био ковач који уместо да узме врело гвожђе клештима, узме га рукама. И њега самог Бугари би исмевали ако би ризиковао не своју велику и јаку војску већ своје тело".
За византијског цара Андроника III се причало да се разбеснео одговором и чињеницом да га је надмудрио. Међутим, цар Михаило III који је био обавештен о сукобу између цара - савладара Андроника III и цара Андроника II је наговестио да би могао да помогне цару Андронику III против његовог деде у случају рата и вратио се у Бугарску обећавајући да ће ускоро почети преговоре.

## Византијски грађански рат
На савету одржаном у Цариграду одлучено је да се не предузимају казнене експедиције против Бугарске. Цар Михаило III Шишман се развео од царице Ане Неде Немањић Шишман и оженио Теодору Палеологину, тридесетпетогодишњу удовицу цара Теодора Светослава Тертера. Тачни разлози за то су нејасни. Многи историчари објашњавају овај развод погоршањем бугарско-српских односа због продирања краља Стефана Дечанског у Македонију Брак је учврстио мировни споразум Бугарске и Византије. Граница је утврђена на Филипопољ-Черномен-Созопољ линији Споразум је потписан крајем јесени 1324. године. Цар Михаило III Шишман је наредних неколико година провео у миру са својим суседима
Године 1327. цар Михаило III Шишман се умешао у грађански рат стајући на страну цара - савладара Андроника III. Његов деда, цар Андроник II, стекао је подршку Србије. Цар Михаило III Шишман и цар Андроник III Палеолог срели су се код Черномена (према Нићифору Григори у Димотици). где су закључили савез против Србије. Византијски цар - савладар Андроник III обећао је Бугарској неколико градова и велику количину новца. Византијски цар -савладар Андроник III је Бугарској обећао територију са неколико градова и велику суму новца ако постане једини цар. На основу тог савеза, цар Андроник III је стекао контролу над Македонијом, али је његов успех натерао цара  Михаила III Шишмана, који је желео продужени сукоб унутар Византијског царства, да уђе у преговоре са царем Андроником II, нудећи војну подршку у замену за новац и уступање неких пограничних земаља. Бугарски владар је из Јамбола послао одред од 3.000 коњаника, којим је командовао Иван Рус, да чувају Царску палату у Цариграду и цара Андроника II, али је имао намеру да зароби старог цара и освоји град. Упозорен од свог унука, цар Андроник II је разборито држао Бугаре подаље од престонице и своје личности. Када је цар Михаило III Шишман схватио да су његови планови откривени, Ивану је послао писмо са једним пером да се повуче, што је значило да се наређења морају одмах извршити.
После победе цара Андроника III над његовим дедом, цар Михаило III Шишман је покушао да силом добије неке земље. Напао је Тракију јуна 1328. године, и опљачкао околину Визе, али се повукао пре напредовања цара Андроника III. Још један обрачун пред Адријанопољом 60 дана касније завршен је без битке и обновом мировног уговора у октобру 1328. године, након чега се цар Михаило III Шишман вратио у своју земљу, али не пре него што је обезбедио велику новчану надокнаду. Заузврат, Бугари су вратили тврђаву Букелон коју су заузели у почетним фазама кампање. Почетком следеће године бугарски цар Михаило III је затражио лични састанак са својим византијским колегом ради преговора о коначном споразуму и заједничким војним операцијама против растуће моћи Србије. На локалитету Кримни између Созопоља и Анхијала потписали су „трајни мир и вечни савез“.

## Рат са Србијом
Развод од царице Ане Неде Немањић Шишман (1324. године), погоршао је односе Бугарске и Србије који су били добри од почетка 14. века. Царица Ана Неда Шишман морала је да напусти Трново са својим синовима. Потражила је уточиште код свога брата, краља Стефана Дечанског, краља Србије Краљ Стефан Урош III Дечански Немањић је управо био у рату са својим рођаком, краљем Стефаном Владиславом II Немањићем, те није био у могућности да ратује са Бугарима Шишманова помоћ краљу Стефану Владиславу II није била довољна. Краљ Стефан Урош III Дечански је у пролеће 1324. године, послао будућег српског архиепископа Данила II да преговара са бугарским царем Михаилом III у Трнову. Данилова мисија завршена је неуспехом Бугарска и Србија поново су се супротставиле једна другој у византијском грађанском рату подржавајући супротстављене фракције.
Након договора са царем Андроником III, цар Михаило III Шишман је 1329. године, започео са припремама за напад на Србију. Срби су у то време били у походу око Охрида. Према српским хроничарима, цар Михаило III Шишман је "дрско затражио да му се краљ преда и претио да ће поставити свој престо на сред српске земље". Поход на Србију Шишман је започео 1330. године очекујући помоћ од цара Андроника III Палеолога. Водио је војску од 15.000 људи, укључујући и појачања од својих савезника из Влашке и Молдавије. У почетку се кретао ка Видину где се састао са снагама свог брата деспота Белаура Затим је марширао ка Велбужду (Ћустендил) На личном састанку, двојица владара споразумела су се око једнодневног примирја до доласка појачања. Битка код Велбужда вођена је 28. јула. 1330. године. У јутарњим сатима, главнина српских појачања, 1000 тешко наоружаних каталонских коњаника под командом сина краља Стефана Дечанског, младог краља Стефана Душана, стигла је на бојно поље. Постоје тврдње да је краљ Стефан Урош III Дечански погазио примирје и први напао Бугаре Цар Михаило III Шишман је покушао да доведе своју војску у ред, али је већ било прекасно. Срби су однели победу Исход битке успоставио је равнотежу моћи на Балкану у наредним деценијама. Бугарска није изгубила много територија, али су Срби заузели велики део Македоније

## Смрт
Околности око смрти цара Михаила III Шишмана су нејасне. Према византијском историчару (каснијем цару) Јовану Кантакузину, цар Михаило III Шишман је смртно рањен у борби, а убрзо је умро. Други византијски историчар указује на то да је цар Михаило III Шишман живео још три дана без свести и да је умро четврти дан након битке Српске хронике наводе да је Шишманов коњ погођен у борби и да је пао преко јахача. Краљ Стефан Урош III Дечански Немањић је жалио због Шишманове смрти истичући да је водио рат ради мира Византијски историчар Григорије Цамблак пише да је цар Михаило III Шишман заробљен и убијен од стране младог краља Стефана Душана Сахрањен је у цркви Светог Ђорђа у Старом Нагоричану Цара Михаила III Шишмана је на престолу наследио најстарији син цар Јован Стефан Шишман кога је поставио ујак, српски краљ Стефан Урош III Дечански Немањић.

## Наслеђе
Цар Михаило III Шишман се сматра сујетним, агресивним и опортунистичким владаром, чија је протејска спољна политика можда допринела бици која је окончала његов живот. У исто време, он је био очигледно снажан и енергичан, превазилазећи и преокрећући бугарске губитке током неизвесности која је претходила његовом приступању на трон, и успевајући да одржи унутрашњи мир и безбедност у Бугарској током своје кратке владавине. Андрејев га назива најистакнутијим бугарским монархом из 14. века. Према Јовану Кантакузину, он је желео да прошири земљу од Византије до Истроса, тј. од Цариграда до Дунава што га чини последњим средњовековним бугарским владаром који је ефикасно покушао да заузме византијску престоницу. Био је и први бугарски владар деценијама који је покушао да води активнију политику у Македонији. Печат цара Михаила III Шишмана приказан је на полеђини бугарске новчанице од 2 лева, издате 1999. и 2005. године.

## Породица
Цар Михаило III Шишман је био ожењен прво Аном Недом Немањић, ћерком српског краља Стефана Уроша II Милутина Немањића. Имали су неколико деце, укључујући цара Јована Стефана, који је наследио оца на престолу (1330. – 1331. године), Михаила, који је био титуларан деспот, можда у Видину, Шишмана, и Лодовика, посведочен као титуларни цар Бугарске у Италији. Другим браком са Теодором Палеолог, ћерком цара - савладара Михаила IX Палеолога Византијског, цар Михаило III Шишман је имао неколико деце чија имена нису позната.

## Временска линија
- 1291. године, — Михаило Шишман се верио са принцезом Аном Недом Немањић од Србије;
- 1298. или 1299. године, — венчао се са принцезом Аном Недом Немањић;
- До 1308. године, — постаје видински деспот;
- 1323. године, — Изабран од племства за бугарског цара, користи име Михаило III Асен;
- 1324. године, — Успешан рат са Византијским царством; разводи се од своје прве жене царице Ане Неде Шишман да би се оженио принцезом Теодором Палеолог;
- 1327. године, — Укључивање у византијски грађански рат; Черноменски уговор;
- 1329. године, — Коначан мировни уговор са Византинцима; антисрпски споразум;
- 28. јул 1330. године, — Битка код Велбажда; цар Михаило III Шишман је смртно рањен и умире.

## Преци цара Михаила III Шишмана
|  |                                |  |  |  |  |  |  |  |  |  |  |  |  |  |  |  |
|  | 2. Шишман I                    |  |  |  |  |  |  |  |  |  |  |  |  |  |  |  |
|  |                                |  |  |  |  |  |  |  |  |  |  |  |  |  |  |  |
|  |                                |  |  |  |  |  |  |  |  |  |  |  |  |  |  |  |
|  | 1. Михаило Шишман              |  |  |  |  |  |  |  |  |  |  |  |  |  |  |  |
|  |                                |  |  |  |  |  |  |  |  |  |  |  |  |  |  |  |
|  |                                |  |  |  |  |  |  |  |  |  |  |  |  |  |  |  |
|  | 6. Петар                       |  |  |  |  |  |  |  |  |  |  |  |  |  |  |  |
|  |                                |  |  |  |  |  |  |  |  |  |  |  |  |  |  |  |
|  |                                |  |  |  |  |  |  |  |  |  |  |  |  |  |  |  |
|  | 3. ћерка Ане-Теодоре Асен      |  |  |  |  |  |  |  |  |  |  |  |  |  |  |  |
|  |                                |  |  |  |  |  |  |  |  |  |  |  |  |  |  |  |
|  |                                |  |  |  |  |  |  |  |  |  |  |  |  |  |  |  |
|  | 28. Јован Асен I               |  |  |  |  |  |  |  |  |  |  |  |  |  |  |  |
|  |                                |  |  |  |  |  |  |  |  |  |  |  |  |  |  |  |
|  |                                |  |  |  |  |  |  |  |  |  |  |  |  |  |  |  |
|  | 14. Јован Асен II              |  |  |  |  |  |  |  |  |  |  |  |  |  |  |  |
|  |                                |  |  |  |  |  |  |  |  |  |  |  |  |  |  |  |
|  |                                |  |  |  |  |  |  |  |  |  |  |  |  |  |  |  |
|  | 29. Елена Бугарска             |  |  |  |  |  |  |  |  |  |  |  |  |  |  |  |
|  |                                |  |  |  |  |  |  |  |  |  |  |  |  |  |  |  |
|  |                                |  |  |  |  |  |  |  |  |  |  |  |  |  |  |  |
|  | 7. Ана-Теодора Асен            |  |  |  |  |  |  |  |  |  |  |  |  |  |  |  |
|  |                                |  |  |  |  |  |  |  |  |  |  |  |  |  |  |  |
|  |                                |  |  |  |  |  |  |  |  |  |  |  |  |  |  |  |
|  | 30. Теодор Анђел Дука Комнин   |  |  |  |  |  |  |  |  |  |  |  |  |  |  |  |
|  |                                |  |  |  |  |  |  |  |  |  |  |  |  |  |  |  |
|  |                                |  |  |  |  |  |  |  |  |  |  |  |  |  |  |  |
|  | 15. Ирена Комнина Дука Епирска |  |  |  |  |  |  |  |  |  |  |  |  |  |  |  |
|  |                                |  |  |  |  |  |  |  |  |  |  |  |  |  |  |  |
|  |                                |  |  |  |  |  |  |  |  |  |  |  |  |  |  |  |
|  | 31. Марија Петралифана         |  |  |  |  |  |  |  |  |  |  |  |  |  |  |  |
|  |                                |  |  |  |  |  |  |  |  |  |  |  |  |  |  |  |
|  |                                |  |  |  |  |  |  |  |  |  |  |  |  |  |  |  |